# Raniero Grimaldi

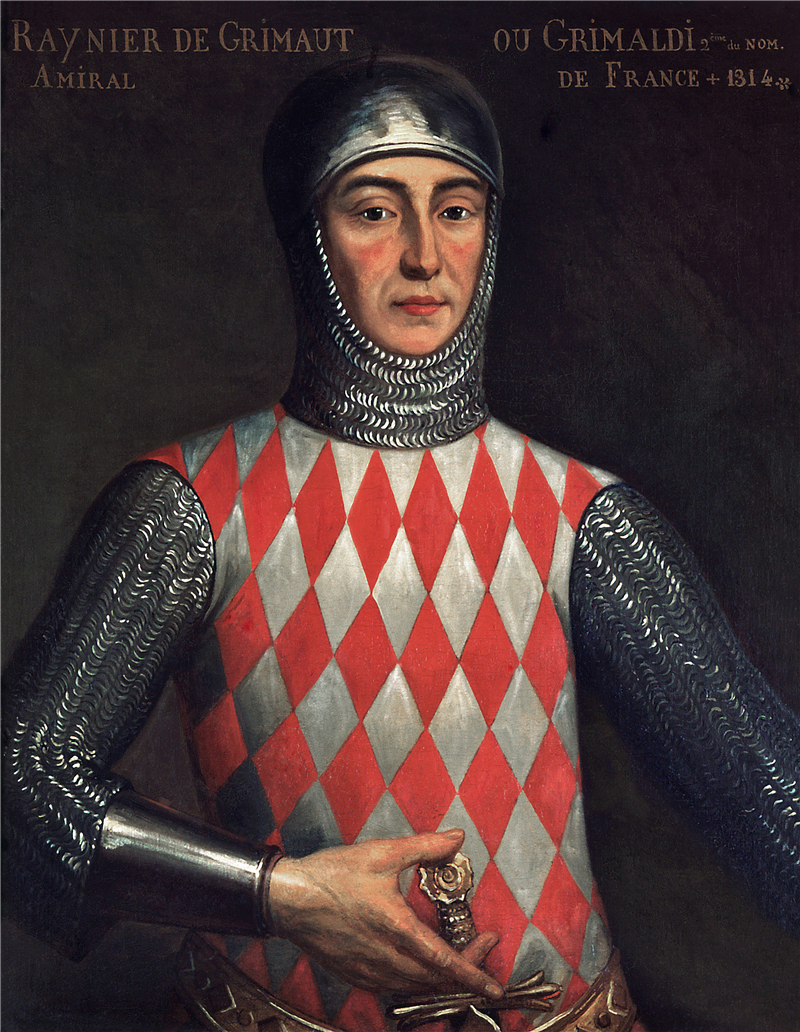
Raniero Grimaldi

Raniero Grimaldi (auch mit der französischen Namensform als Rainier I. oder Rainer I. von Monaco genannt; * 1267 in Genua oder Nizza; † 1314) war ein genuesischer Politiker, französischer Admiral und von 1297 bis 1301 erster Herr von Monaco aus der Familie der Grimaldi.

## Leben
Raniero wurde vermutlich 1267 – nach anderen Quellen um 1272 – als Sohn des Lanfranco Grimaldi († 1293) in Genua – nach anderen Quellen in Nizza – geboren. Nach den wenig wahrscheinlichen Angaben des wichtigsten Genealogen der Grimaldi, Ch. de Venasque-Farriol, war sein Vater angeblich ein Raniero, sein Großvater Francesco Grimaldi detto Malizia (genannt „die Bosheit“) oder il furbo („der Listige“), der Eroberer des Felsens von Monaco im Jahr 1297. Die beiden Ranieros dürften identisch sein, da der Generationsabstand sonst zu gering wäre, und Francesco war sein Cousin.
In den im 13. Jahrhundert tobenden Kämpfen zwischen Ghibellinen und Guelfen standen die Grimaldi auf Seiten der Guelfen. 1293 war Raniero bereits Galeerenkapitän und kaperte ein Schiff bei Messina. Er kehrte nach Genua zurück, wurde aber 1295 wie die anderen Parteigänger der Guelfen von den Anhängern der Ghibellinen aus Genua vertrieben. 1296 rüstete er auf eigene Kosten ein Schiff aus und führte von Nizza aus Piratenzüge im Tyrrhenischen Meer durch. Am 8. Januar 1297 gelang es Raniero mithilfe seines Cousins Francesco Grimaldi, der sich – als Franziskaner verkleidet – Zugang verschaffte, die neapolitanische Festung Monaco einzunehmen und für die Familie Grimaldi und die Guelfen in Besitz zu nehmen.
Am 23. Juli 1298 organisiert Karl II. von Anjou eine Lebensmittel- und Nachrichtensperre gegen Monaco und die Grimaldi, bleibt damit aber zunächst erfolglos. Allerdings verschärft sich die Situation, so dass Rainier die Festung am 11. April 1301 an den König von Neapel übergeben muss. Monaco wurde wieder ghibellinisch, Raniero wurde mit einer Summe von ca. 6000 Pfund entschädigt und erhielt seinen Besitz in Genua zurück.
In der Folgezeit kämpfte Raniero als Condottiere auf Seiten von Philipp dem Schönen von Frankreich und wurde dadurch europaweit berühmt. Als Kommandant der französischen Flotte errang er 1304 bei Zierikzee den entscheidenden Sieg der Franzosen über die zahlenmäßig überlegene Flotte der Flamen unter dem Grafen von Namur. Philipp erhob ihn für seine Verdienste noch im gleichen Jahr zum Admiral (Renerius de Grimaudis, admirandus noster) und sprach ihm eine jährliche Rente von 1000 Pfund (lire tornesi) zu. Als Admiral erhielt er außerdem die Seigneurie de Cagnes, ein königliches Schloss in Villeneuve de Veuve, sowie die Baronie (Freiherrschaft) San Demetrio Corone in Kalabrien. Gemeinsame Flottenoperationen im Mittelmeer mit den Venezianern scheiterten jedoch, da diese ihn als Piraten betrachteten. 1307 kehrte er nach Genua zurück. 1308 erhielt er erneut das Kommando über Schiffe von Karl II. von Anjou, an dessen Hof in Neapel er seine letzten Lebensjahre verbrachte. 1312 erhielt er noch einmal das Kommando über dessen Flotte und schlug eine Flotte der Pisaner vernichtend bei Meloria.
Raniero war zweimal verheiratet, zuerst mit seiner Cousine Speciosa Del Carretto, danach mit Margherita Ruffo, Tochter des Fürsten von Sinopoli. Mit ihr hatte Raniero einen Sohn Carlo oder Charles (Charles I. von Monaco), der ihm als Familienoberhaupt und späterer Herr von Monaco nachfolgte. Dieser Ehe entstammen auch zwei weitere Söhne und eine Tochter: Antonio († 1358), der 1348 die Herrschaft Prats als Lehen erhielt, von der sich auch die Herrschaft von Antibes ableitete, Vinciguerra († vor 1348), die die Baronie von San Demetrio in Kalabrien erhielt, und Luciano, einem Piraten im Dienste Johannas I. von Anjou, der zuletzt 1351 erwähnt wurde.